# Staples (Texas)
Pour les articles homonymes, voir Staples.
Staples est une ville située au nord-est du comté de Guadalupe, au bord de la rivière San Marcos (en), au Texas, aux États-Unis,. Elle est incorporée en 2008.

## Démographie
Lors du recensement de 2010, la ville comptait une population de 267 habitants. Elle est également estimée, en 2016, à 278 habitants.

### Source de la traduction
- (en) Cet article est partiellement ou en totalité issu de l’article de Wikipédia en anglais intitulé « Staples, Texas » (voir la liste des auteurs).